# 鎌ケ谷市立第四中学校
鎌ケ谷市立第四中学校（かまがやしりつ だいよんちゅうがっこう）は、千葉県鎌ケ谷市にある公立中学校。通称「四中」「鎌四」。鎌ケ谷市で四番目にできた中学校である。

## 教育方針

### 教育目標
学校教育目標
「意欲的に学び、礼節をわきまえ、自他を大切にする生徒の育成」

目指す生徒像
- 意欲的に学ぶ生徒
- 礼節をわきまえた生徒
- 自他を大切にする生徒

## 部活動

### 運動部
- 陸上部長距離
- 陸上部短距離
- サッカー部
- バスケットボール部
- テニス部
- バレーボール部（女子のみ）
- バドミントン部
- 卓球部
- 野球部

### 文化部
- 吹奏楽部
- 美術部
- 家庭科部

### 特設部活
- 水泳部
- 新体操部
- レスリング部
- 駅伝部
- 柔道部
- 体操部

## その他
- ジャージは学年ごとに色分けされている。（赤・緑・青）

## 主な卒業生
- 佐藤寛之（歌手、俳優、元・光GENJI）
- 藤江れいな（NMB48　元AKB48）

## 所在地
千葉県鎌ケ谷市中沢1024-1